# Mittelmöhnetal
Das Mittelmöhnetal, auch Belecker Möhnetal genannt, ist eine kleinteilige naturräumliche Untereinheit mit der Ordnungsnummer 334.30 des Oberen Arnsberger Walds („Buchwald“) (334.3) innerhalb des Nordsauerländer Oberlands (334). Es umfasst laut dem Handbuch der naturräumlichen Gliederung Deutschlands das rund 50 m tiefe Auensohlental der mittleren Möhne zwischen dem Rüthener Ortsteil Möhnetal und dem Warsteiner Ortsteil Allagen. Der Warsteiner Ortsteil Belecke liegt mittig im Naturraum.
Das Tal liegt am Nordrand des Rheinischen Schiefergebirges am Übergang zu der Haarhöhe (542.30) in den Hellwegbörden (542). Es ist in die Ton- und Grauwackeschiefern der Arnsberger Schichten eingeschnitten und entwässert einen Großteil des Nordsauerländer Oberlands. Der Faltenrumpf des Schiefergebirges wird nördlich des Tals diskordant von flachliegenden Sedimenten aus der Kreidezeit bedeckt. Der Übergang besitzt eine kleine Geländestufe, die mäßg geböscht ist und an der an einigen Stellen der Rüthener Grünsandstein zutage tritt. Dieser wird von Plänerkalken und -mergeln der Haarhöhe überlagert, auf denen die Feldflure der Talorte angelegt wurden.